# Mádi zsinagóga
A mádi zsinagógát 1795-ben építették fel a Mádra költözött borkereskedő és termelő zsidó családok. A barokk stílusú zsinagóga mellett a településen híres talmudiskola is működött. Hosszú ideig békében együtt éltek a katolikus, a protestáns és az izraelita lakosok. Az 1848-49-es szabadságharc során a zsidók itt is, ahogy máshol is, Kossuth Lajost támogatták. Az első világháború hősi halottai között is megtaláljuk a nevüket a település emlékművén.
1940–44 között a zsidókat deportálták vagy munkaszolgálatra hurcolták. Közülük mindössze 40-en tértek vissza, ám 1950 és 1956 között ők is elhagyták a községet. A zsinagóga ettől kezdve folyamatosan pusztult, bár több terv is született a hasznosítására, ezek végül nem valósultak meg. Sokáig romosan, ledőlt oromfallal állt, mígnem a 2002–2004-es restaurálás visszaadta az épület eredeti pompáját.

## Mád zsidó hitközségének története
Mád település a Tokaji borvidék területén található, Szerencstől 10 kilométerre. A terület már az őskortól lakott volt, erre utalnak a Magyar Nemzeti Múzeumban őrzött bronzkori edénymaradványok is. Maga a település a 13. században már létezett, tehát több mint 700 éves múltra tekint vissza.
A zsidók a 17. század elején érkeztek Hegyaljára és azonnal bekapcsolódtak a szőlő- és borkereskedelembe. Ebből a korból származik Joel Szirkisz, a világhírű krakkói rabbi levele, amelyben beszámol kóser bor termeléséről a Mád mellett lévő Zombor faluban. A 16. század közepén azonban Magyarország három részre szakadt. Hegyalja és maga Mád is három hatalom – a Habsburgok alatti Királyi Magyarország, a török hódoltság és az Erdélyi Fejedelemség – ütközési pontján feküdt, és gyakran cserélt gazdát Habsburg és török kézen; 1667-ben például a település teljesen megsemmisült a török sereg pusztítása során.
Bár elszórt adatok igazolják, hogy Mádon már a 17. század elején is éltek zsidók, szervezett hitközségi életről csak a 18. század első felétől beszélhetünk. Amíg az 1726-os népszámlálás csak egy zsidót említ Mádon, 1736-ban már nyolc letelepült zsidó családról tudunk. Külföldi és magyar nemes urak védelmét élvezték és fő foglalkozásuk a bortermelés és kereskedés volt. A század második felében már hitközséget alapítottak Mádon. A hitélet és hitközségi élet felvirágzását tanúsítja a század második felében egy Chevra Kadisa („Szentegylet” a zsidó temetési ügyeket intézésére) megalapítása és az első mádi zsinagóga felépülése.
Két évszázadon keresztül együtt élt Mádon a katolikus, a protestáns, és a izraelita lakosság. (Az 1920-as népszámlálás adatai szerint a lakosság 75%-a katolikus, 10%-a protestáns, 15%-a zsidó volt.) A békés együttélésnek a holokauszt vetett véget, amely kiirtotta innen a zsidó életet.

### A zsidó hitközség fénykora és hanyatlása

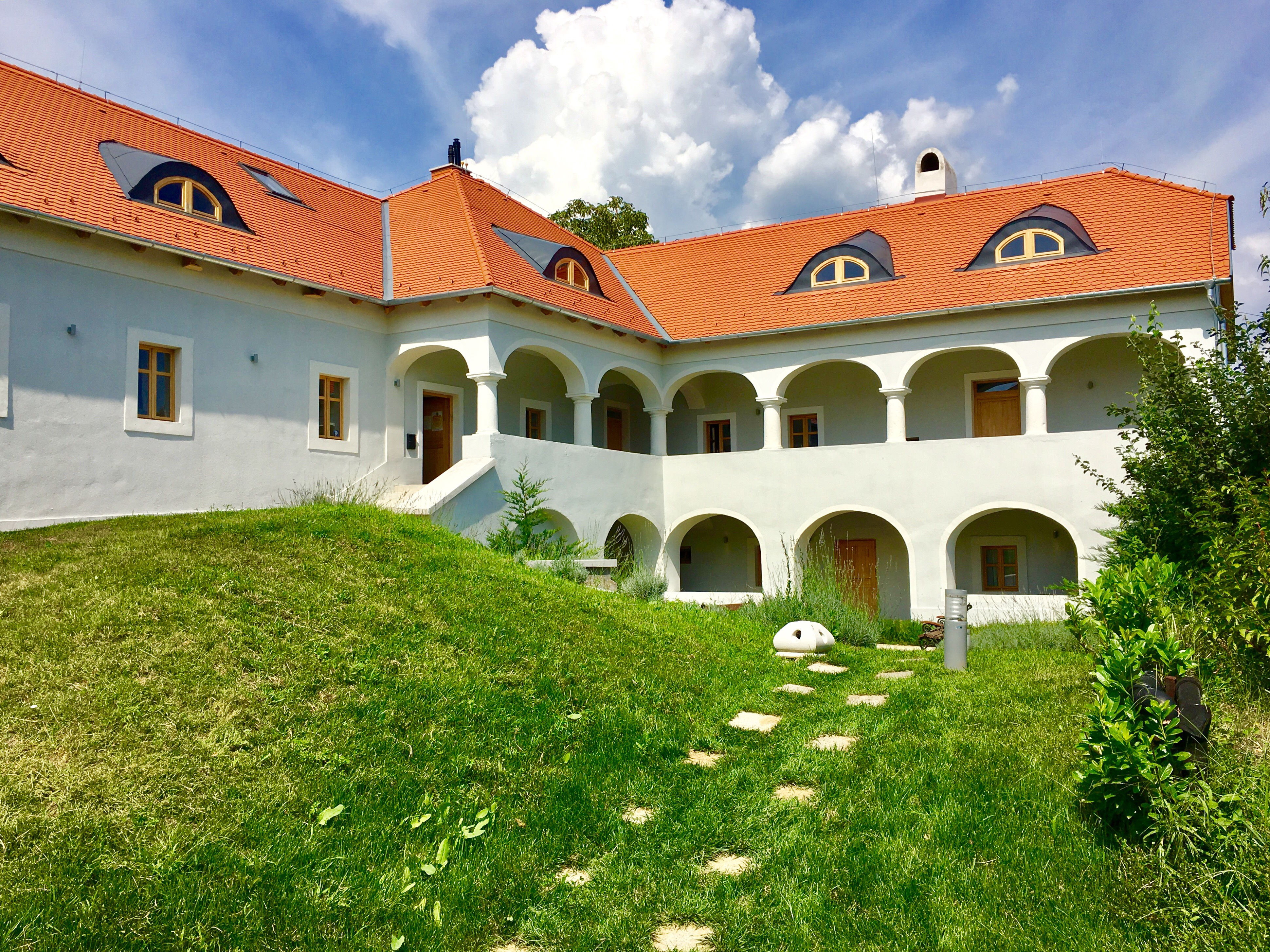
A rabbiképző iskola

A 19. századra a mádi zsidók virágzó hitélete túlterjedt helyi keretein, és elért a messzi vidékek hitközségeihez is. Talmudtudósai ápolták a tant, jesivája – zsidó talmudiskola – távoli városok fiataljait is vonzotta.
A zsidó lakosság gazdagodott, vagyonra tett szert. Érdeklődéssel fordult a nemzeti, politikai problémák felé, és a század végére már részt kértek a helyi önkormányzati életből is. Nincsenek pontos adatok a foglalkozások megoszlására nézve, de elszórt adatokból, peres iratokból arra lehet következtetni, hogy a legtöbben a borszakmában és a rokon foglalkozási ágakban keresték a kenyerüket.
Az 1848-49-es szabadságharcban a zsidók Kossuth Lajos oldalán álltak. Benne látták az egyenjogúság alapjainak letéteményesét. Mád zsidóságáról feljegyezték, hogy 300 forinttal járultak hozzá a szabadságharc támogatásához. A Neuman család egyik fiáról – aki nevét Újfyra magyarosította – azt is feljegyezték, hogy Kossuth táborába állt, és a szabadságharc bukása után követte az emigrációba is.
A 20. századtól együtt tanultak az állami iskolában a zsidó és keresztény gyermekek. Nemegyszer fordult elő, hogy az iskolában a március 15-i ünnepélyen a Talpra magyart zsidó gyerek szavalta. Ekkor a század elején, nyugodt volt a zsidók élete Mádon. Többen tagjai voltak a Hegyaljai Bortermelők Egyesületének.
Az 1930-as évek elején határozza el a község vezetősége egy első világháborús emlékmű felállítását. (Az első világháború mádi hősi halottai között 12 zsidó nevét találjuk.) Mindenki adakozott erre a célra, és ebből a zsidók sem maradtak ki. A leleplezésen a mádi zsidókat a szerencsi rabbi képviselte hazafias szónoklatával. Az 1935-ben megnyílt polgári kaszinóban a zsidók szívesen látott tagok voltak. A korszak antiszemitizmusa mintha elkerülné ezt a vidéket.
Ez a viszonylagos nyugalom bomlott meg 1939-ben, amikor az antiszemitizmus első hullámai eljutottak Mádra is. 1940-ben, az első deportálások idején elvittek Mádról 3 családot. Egy év múlva újabb 15 családot akartak elhurcolni. Ez már nagyon megrázta a község lakosságát. Végül maradtak. 1941-től ukrajnai munkaszolgálatra vitték a katonaköteles zsidó fiúkat Mádról is. Nem egy fiatal esett áldozatul a keretlegények kegyetlenkedésének. Az 1942–43-as év viszonylagos nyugalomban telt, amelyet követett az 1944-es német megszállás. Beindult itt is a megsemmisítő gépezet: sárga csillag, gettó, deportálás.
1944-ben a zsidó húsvét ünnepe után a zsinagógába gyűjtötték össze őket. Három napig voltak ott, majd Sátoraljaújhelyre, a központi gettóba szállították őket, ahonnan három csoportban vitték őket Auschwitz felé. A 230-as lélekszámú csoport néhány nap alatt 120-ra apadt, s ebből mindössze kb. 30-an maradtak életben.
1945 januárjában érkeztek meg az első visszatérők, 7 fiatalember. 1946-ban már 40-en voltak. 1947-ben létrehozták a hitközséget, még rabbit is választottak. 1950-ben leleplezték az elpusztultak emléktábláját. 1950 és 1956 között sokan elhagyták a községet, 1956-ra már csak 3 zsidó család maradt. 1972-ben még volt egy zsidó család, 1994-ben meghalt az utolsó állandó mádi zsidó lakos is.

## A mádi zsinagóga

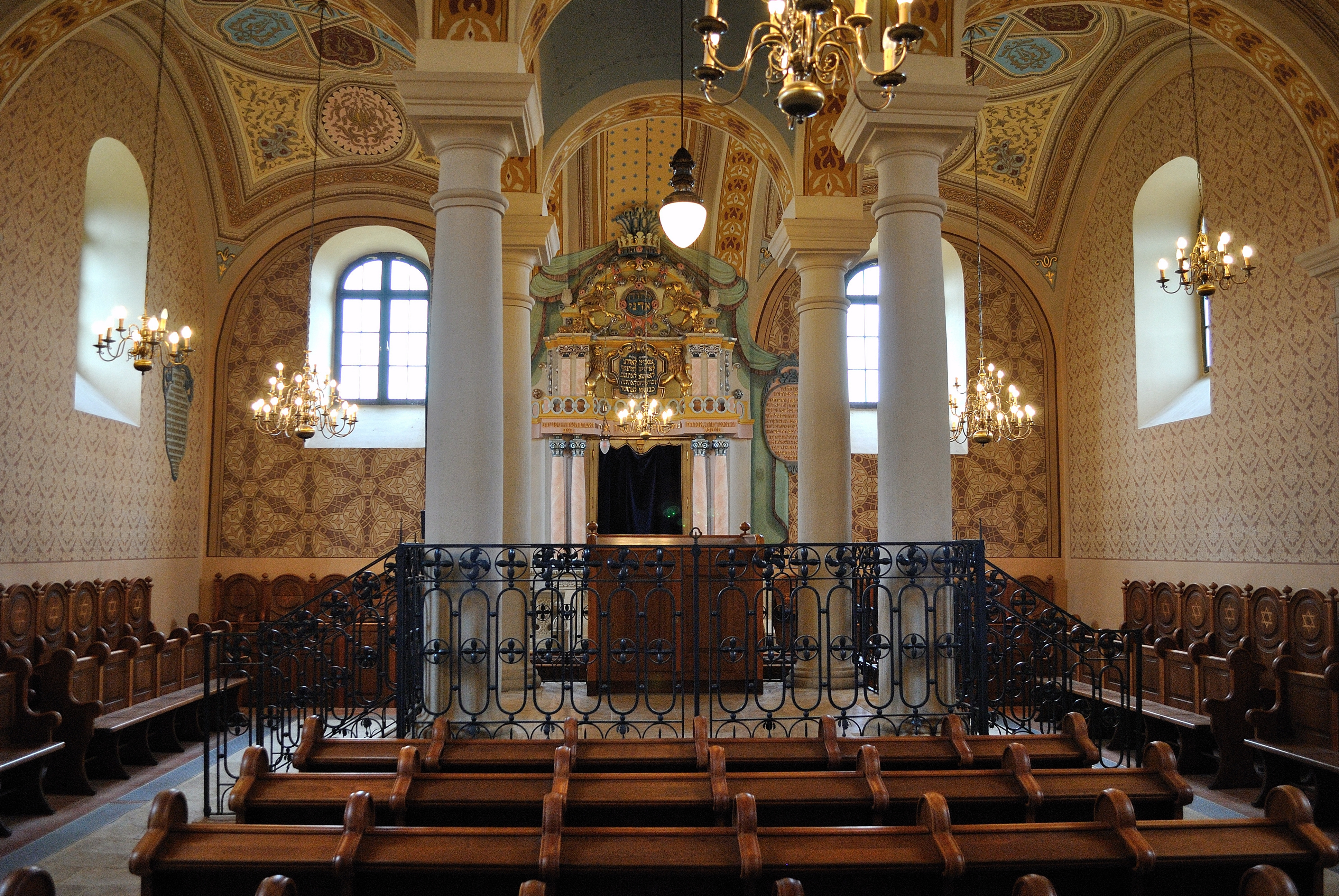
A mádi zsinagóga belső tere a tóraolvasóval

Egyes adatok szerint már 1771-ben volt a faluban zsidó templom, de az a gyönyörű barokk stílusú zsinagóga, amely több mint 150 éven keresztül szolgálta a mádi zsidókat, csak 1795-ben épült fel. Építését két gazdag család, a Brener és a Teitelbaum testvérek finanszírozták, akik mint borkereskedők telepedtek le Mádon. Feljegyezték a krónikások, hogy a régi zsidó törvények szerint a nők, a gyerekek és férfiak hordták a köveket a környező hegyekből, bányákból az építkezéshez, hogy idegen kéz ne érintse őket. A templom felszentelését a bonyhádi Boskovitz Wolf (1740–1818) rabbi végezte el. A stílus olasz mesterek kezét dicséri, belső harmóniáját a négy tartóoszlop biztosítja. Közepén kupola borul a tóraolvasó asztal fölé. A középső négyszög körül két oszlopban padok 130 ember számára. Bensőséges intimitás jellemzi a belső teret, míg kívülről a barokk és a copf építészeti stílus harmonikus keveredése teszik egyikévé a legszebbeknek a magyarországi zsidó templomok közül.
Szép formája, gazdag s idegenszerű belseje érdekesen képviseli a hajdani magyarországi zsidóság leghagyományosabb csoportját, a Galíciával szomszédos északkeleti megyék ortodoxait. Az épület szerkezetében és elrendezésében nagy múltú hagyományok képviselője: kilencosztatú nagyterme a lengyel-litván reneszánsz 16. századi találmánya, olyan építészeti kompozíció, amely a szószék és az építészeti szerkezet között alkot kapcsolatot, azaz a tanításra és imára rendelt tér lényegét fejezi ki. (A négy oszlop, egyes vélemények szerint, a sivatagi sátorban a frigyládát rejtő belső szentély négy akác tartórúdja /Exod. 27,32/, a zsinagóga maga tehát az első, Isten parancsa szerint a számára készített hajlék képe.)
A zsinagóga bejárati kapujára faragott évszámot (1795), a zsinagóga nagyrészt egységes falszerkezete és a rokon építményekkel való összevetés alapján az építés hiteles dátumának tekinthetjük. Ezen túl azonban az épület további életéről egyetlen adatot sem ismerünk, mert az effajtákat a hitközség levéltárán kívül nem rögzítették, az pedig minden jel szerint nyomtalanul elpusztult.

### A női karzat
A zsinagóga nagy imatermének nyugati oldalán, az elő- és mellékterek fölött alakították ki a nők imahelyét, amely nagy ívekkel nyílt a férfiak imatermébe. Ezt a teret a nagy imateremtől magas korlát határolta el. A női tér területét a következő évszázadban megnövelték úgy, hogy az a férfiak imatermének terébe nyúlt be. A bővítmény fából készült, két faoszlop támasztotta alá.
Az új karzat építésével az eredeti korlátot természetesen elbontották. Az eredeti korlátnak azonban maradt nyoma: a régi karzat három falazott ívét tartó pilléroldalakon a falazat utólagos lefaragása a szinttől számított 94 cm magasságban a fal teljes szélességében látható. A karzat fala tehát kereken három láb magasságú volt, szélessége pedig – vakolatlanul – 72–74 cm.
A női karzat korlátja a régi zsinagógákban két elemből állott: az alsó mellvédből, s a fölső az átlátást akadályozó rácsból. A 19. század közepétől e rácsot a modernebb fölfogású hitközségekben elhagyták.

### A zsinagóga belső festése

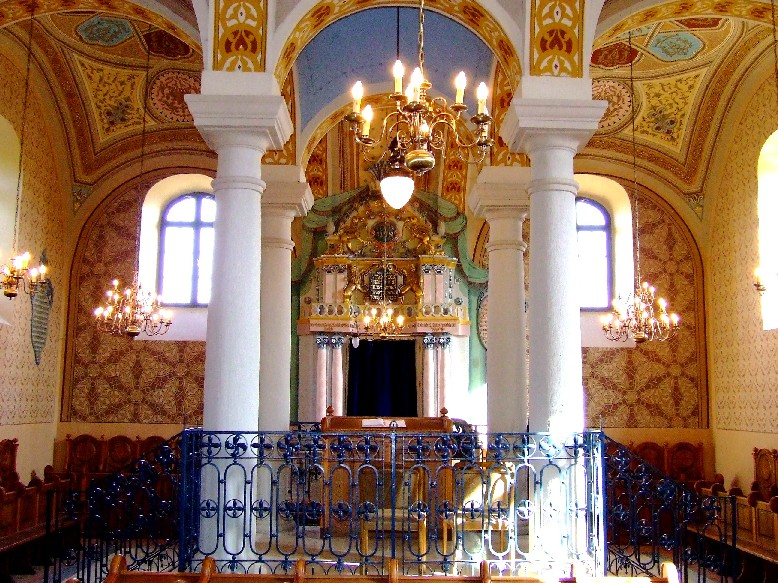
A zsinagóga belseje

A zsinagógák 16–18. századi belső festésének többfajta hagyománya van: a teljes dísztelenségtől a teljes színességig. A hagyomány is többféle: a lengyel-litván fazsinagógák jó néhányának falát és boltozatát festett vegetáció borította, közte írástáblákkal. Csaroda és a hozzá hasonló vasi templomok mutatják, hogy a 17. században e díszítésfajta a teljes templombelsőt beburkolta. A másik hagyomány a nagyobb szigornak alávetett, a díszítést teljesen mellőzi, csak a tóraszekrényen és a keleti falon enged meg szövegeket. A rabbi-reponsumok a középkortól kezdve foglalkoznak a zsinagógabeli ábrázolás kérdéseivel és a vélemények többnyire helytelenítők, akár azért mert az imádkozók figyelmének elvonásától tartanak, akár azért mert a zsinagóga falain lévő növényi és más díszítések azt a képzetet kelthetik, hogy a zsidók ezeket imádják.
A zsinagógák közül keveset kutattak meg, valós adat tehát a 18. századi, vagy a 19. század elején keletkezett épületek belső díszítésére alig van.
1947–48-ban a belső festés Dávid Ferenc szakvéleménye alapján a következő volt:
- A zsinagóga nagy terét és a nők karzatát, sőt a melléktereket is az épület használatának megszűntekor mór stílusú dekoratív festés borította, azaz geometrikus keretmotívumok és stilizált növényi mustra (geometrikus formát kitöltő motívum), amelynek indái-levelei a palmetta különböző változatai.
- A hevedereket háromnegyed körökbe foglalt palmetták sora borítja. A nagy boltmezőket érintkező körökbe foglalt csillagmotívumok díszítik, illetve egymást metsző-fedő téglalap alakú mezők, amelyek a hatágú csillagformát rajzolják ki. A mezők közép- és vakfelületeit változatos formájú levél és indadíszek borítják. A kisebb, hosszúkás téglalap alaprajzú mezőket egyszerűen keretelték, és bennük a felületet pontozták. A bima négy oszlopa közt a mennyezet teljes felülete egységes, sötétkék színű.
- Az oldalfalak festésének alapszíne sárgásbarna, a díszek vörösesbarnák. A díszítés patronmintás, a megmaradt felületeken a motívumok ismétlődése kivehető. A nyugati oldalon a karzatívek fölött keskeny maradék csíkban ugyanezt a festett mintát látjuk, bizonyítékául annak, hogy a zsinagóga három oldalfalát egyformán díszítették.

A keleti oldalon a két szélső boltmező középtengely felé eső felén maradt meg nagyobb felület a vakolatból és a kifestésből. Itt is ismétlődő mustrákat alkalmaztak. Az áttört arabeszkdíszek érzékelhető befoglaló formái körbe szerkeszthetők, a hátteret a lemezt és rátétjét három szín alkotja, az oldalfalak színei jóval világosabbak, s egyben hidegebb színhangulatúak. A keleti fal festett ornamentikáját két patronnal készítették. A minta ismétlődése itt is kivehető, a díszítés rajza is ép, a minta rekonstrukciója azonban nem lesz könnyű feladat, az egyes minta nagysága, s összetettsége miatt, s mert a maradvány nem a fal sík szakaszának közepén, hanem a boltozattal érintkező, ívesen határolt felületen maradt meg.
A nők terében is a boltozaton maradt meg a dekoratív kifestés nagy felületeken. A két szélső boltszakaszt nagyméretű festett hatágú csillaggal díszítették. Az oldalfalakon lévő falpillérfejezetek egyszínű festést kaptak. A keleti oldal északi szögletében a karzatív és a boltozat válla közti mezőben kisebb festett felület látható sárgásbarna tapétamustrával sötétebb barna alapon. A színek, s az igen kicsiny mustradarab a nagyterem oldalfalának festéséhez hasonló. Az északi falon megmaradt apró színes felület a mustra kiosztását is megmutatja. A nők karzatára vezető lépcsőház és előtere ugyanilyen alapszínnel bír, díszítéssel nem.
A földszinti előtér kifestése szinte ép. Az oldalfalakat az alacsony boltvállak magasságáig borítja a lilásfehér lábazat apró, sűrű vörösesbarna vonalkadíszekkel, amelyeket hengerrel hordtak fel. A lábazat fölött az oldalfalak és a rájuk támaszkodó bolthevederek rózsás színárnyalatúak. A boltmezőket sötétkékre festették, s azon – mára már besötétedett – aranyszínű hatágú csillagocskákkal díszítették. Az előcsarnokból nyíló kamrában a falakat durva fehér festés borítja, csak a keleti oldalon, valamilyen szekrényféle háta mögött maradt meg a korábbi tapétamustrás, patronos kifestés egy jó nagy darabja.
A zsinagóga korábbi, az építéssel egykorú díszítéséből valók a nagyterem és a nők karzata boltozatának plasztikus stukkódíszei: csillagok és rozetták a boltmezők közepén, Anjou liliomhoz hasonló formájú díszek a boltmezők sarkában. A középső díszek középen lyukasak: itt egy-egy csillár mennyezetrózsái voltak. A nagy termet kilenc, a nők részéről három csillár világította meg. (A zsinagógák fényes kivilágítása, sok csillárja általános hagyomány. A németországi és hollandiai zsinagógák sok csillárját 18. századi metszetsorozatok örökítik meg, Prágából a 19. század elején készült festmény, Kelet-Európából a 20. század elején készített fényképek adnak hírt. Az apostagi zsinagógának is minden boltmezejében lógott csillár.) A zsinagóga 18. századi színeiről semmit sem tudunk, e tekintetben az analógiák sem eligazítók.

### Az épület pusztulása
A második világháború után a zsinagóga elvesztette eredeti funkcióját, mivel Mád zsidó lakosságának 90%-a elpusztult. A zsinagógát és a rabbiházat a telekkel együtt tanácsi kezelésbe vették. A rabbiházban lakásokat alakítottak ki, míg a zsinagóga épületét veszni hagyták. A mádi zsinagógát az 50-es évek elején végleg bezárták. Ezek után az épületet teljesen elhanyagolták. A könyveket és a bútorokat elégették, a zsinagógát kifosztották. Csak a csupasz falak maradtak. És az egykori templomszolga, aki még néhány évig az egyik földszinti helységben húzta meg magát. A zsinagóga további sorsa az enyészet lett. Az oromfala ledőlt, beszakította az északkeleti boltmezőket és a tetőszerkezetben is súlyos károkat okozott (kétharmad része teljesen elpusztult). Az ezután bekövetkező beázások további súlyos károkat okoztak, szinte teljesen elpusztítva a még megmaradt mennyezeti festéseket. Az oromfal ledőlése nyomán az épület keleti homlokzata megsüllyedt, megdőlt. A karzat-feljáró lépcső és az előtér lefedése megsemmisült, a homlokzati díszekből alig maradt valami. Az oromfalon eredetileg álló kővázák és kőfaragványok eltűntek, illetve az épület környezetében szétszóródtak. A nyílások kőkeretei elmozdultak. A zsinagógaépület belseje romos raktárhoz vált hasonlatossá és szándékos rongálás nyomai is mutatkoztak.
1978-ban az épületen állagmegóvási munkákat végeztek, ezek keretében az épületből elhordták a romokat, a megcsúszott keleti falat megfogták, megszilárdították, a beszakadt boltozatokat újjáépítették, a boltmezők kerítéshálóval erősített betonterítést kaptak, új tetőszerkezet készült és a ledőlt oromfalat is újjáépítették.
1979-ben egy terv szerint a zsinagógát könyvtárrá és előadóteremmé alakították volna. (Utóbbi esetben a bima szolgált volna „mikroszínpadként”.) Ekkor az oldalfalak festését kőig leverték, az előcsarnok boltozatát pedig egy vas csigalépcsővel áttörték. Szerencsére ez a terv végül nem valósult meg teljesen.

### A zsinagóga „feltámasztása”

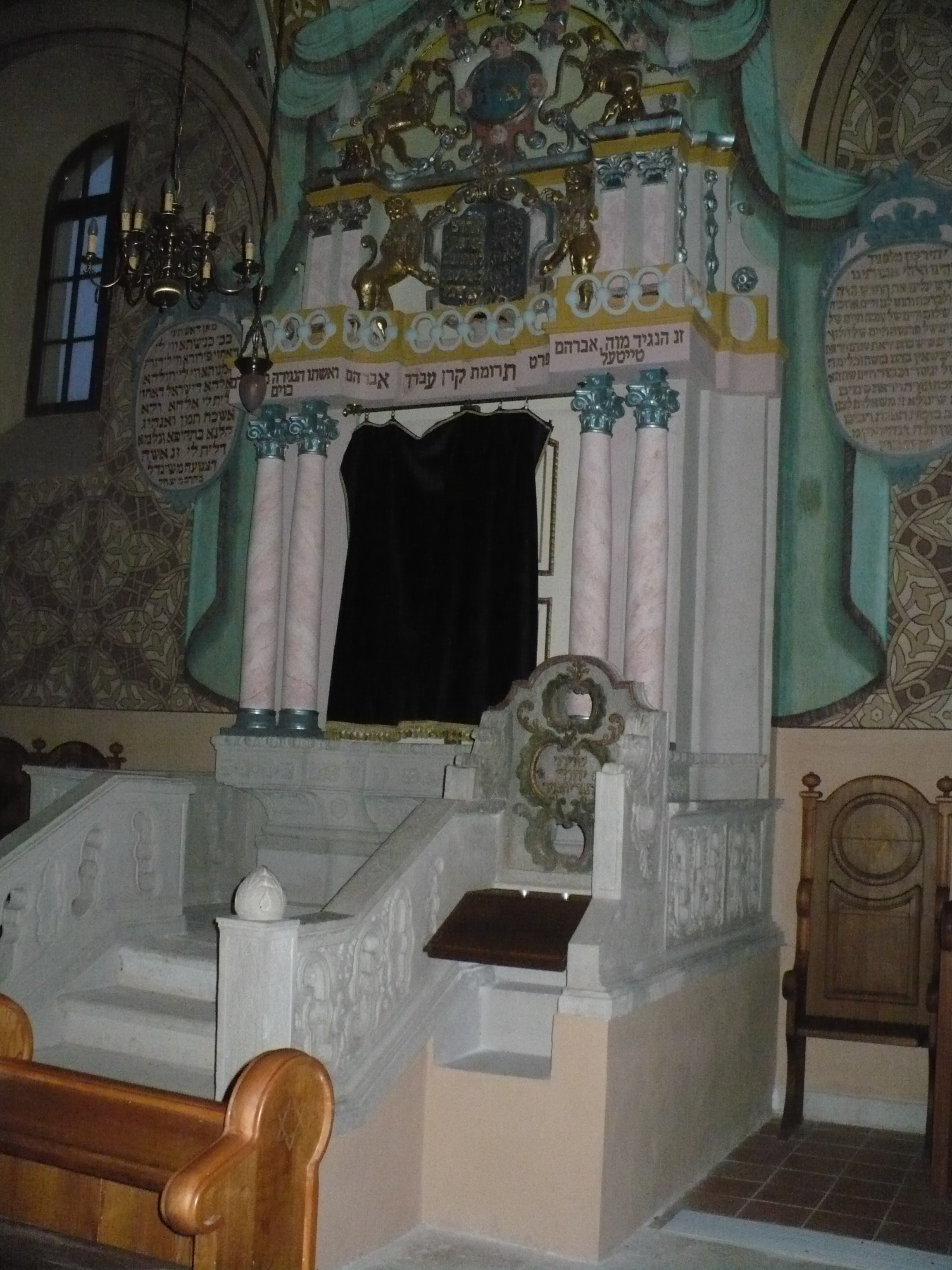
A tóraszekrény

Az ezredfordulóra az épület állapota vészesen leromlott. A helyreállítást az tette lehetővé, hogy a New York-i World Monumnets Fund Jewish Heritage Grant programja kezdeményezte a zsinagóga feltárását, ami a tulajdonos Kincstári Vagyoni Igazgatóságot arra ösztönözte, hogy megbízást adjon a rekonstrukció megtervezésére. A épület külső helyreállítási munkálatai 2000-ben kezdődtek meg. Ezek során a zsinagóga új tetőfedés kapott, hagyományos cserepezéssel, új bádogmunkával, új esőcsatorna-rendszerrel látták el, a homlokzati vakolatot lecserélték és a rekonstruálták a vakolatelemeket, újrafestették a homlokzatokat. Továbbá restaurálták a bejárati ajtót, az ablakokat hagyományos fakeretesre cserélték és hőszigetelő üveggel látták el; megerősítették a tégla boltozatokat és oldalfalakat, belül újravakolták a falakat.
A mádi zsinagóga „restaurálási, engedélyezési és kiviteli tervét” a Kincstári Vagyoni Igazgatóság 2001 novemberének végén rendelte meg a Kisterenyei & Bálint Restaurátor Bt.-től. A tervet Wirth Péter és Benkő Ágnes építész készítette, a történész munkatárs Dávid Ferenc volt. A kőmunkákat Kovács György kőszobrász-restaurátor, a festést Kisterenyei Ervin és munkatársai végezték. A kiviteli tervek elkészültét és az engedélyek kiadását követően 2002 júliusában kezdődtek meg a restaurálási munkálatok, melyek több ütemben egészen 2004 áprilisáig, a zsinagóga átadásáig tartottak.
2003 augusztusában kezdték el a munkát, a korlát tégla alépítményének felépítésével, a jobb oldali rész bontásával és a persely kiegészítésével. A lépcső és a korlát aláfalazása időközbeni méretegyeztetés után 2003. szeptember 22-én lett készen, a burkolat, melyre a korlát lábazatát helyezhették szeptember 24-én.
A kőkorlát elemeit újra kellett válogatni és lehetőség szerint értelemszerűen elhelyezni. Az illeszkedő töréseket vörösrézcsapos illesztéssel és poliészter-alapú ragasztóval ragasztották össze, a darabokat csemperagasztóba helyezték el.

A formai kiegészítéseket értelmező módon, tehát nem tökéletesen részletekbe menően készítették el, azok mértékét és formáját a főrestaurátorral egyeztetve. A kiegészítésekhez helyi kőzúzalék (zeolit), cement és akrilgyanta keverékét használták.
A zsinagóga szakszerű restaurálását 2005-ben Europa Nostra-diplomával jutalmazták.
A zsinagógával szervesen egybeforrt szomszédos rabbiház és jesiva épületét 2016-ban újíttatta fel teljeskörűen a kormány és az Egységes Magyarországi Izraeilta Hitközség (EMIH) európai uniós forrásokat felhasználva. Az EMIH itt alakította ki a „Csodarabbik útja” nevű zarándokút központot: a rabbiházban szálláshelyet és a Tokaj-hegyaljai zsidó örökséget bemutató interaktív kiállítást rendezett be. Az ünnepélyes avatáson részt vett Köves Slomó vezető rabbi és az utolsó mádi rabbi Amerikában élő leszármazottjai is.

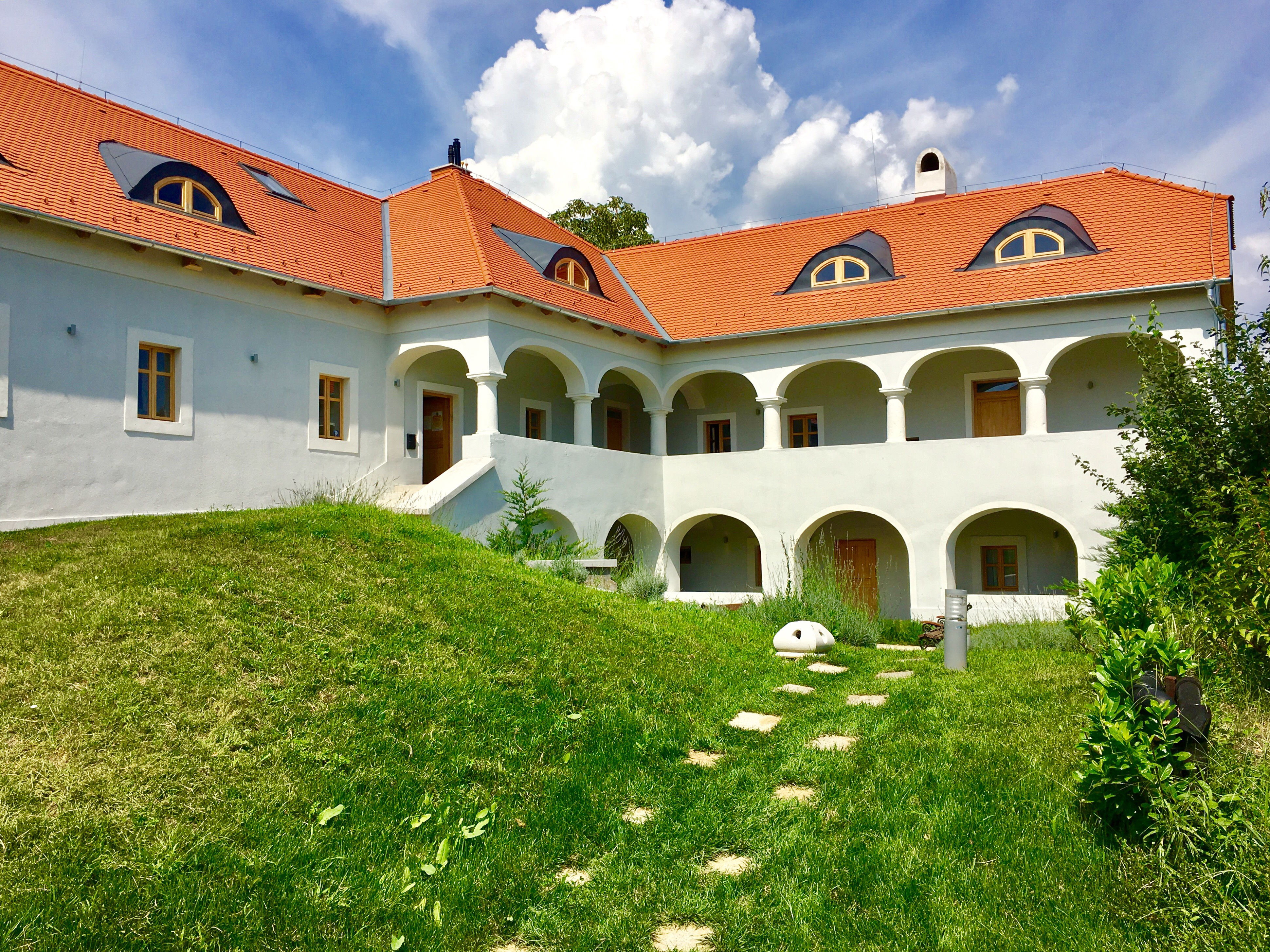
Csodarabbik útja fogadó kívülről

1963-tól haláláig Fehér Barnabás (1939–2019) volt a zsinagóga gondnoka.Munkáját Sólyom László köztársasági elnök is elismerte, az EMIH pedig 2017-ben emlékplakettel köszönte meg Fehér Barnabás munkáját. Korábban, 2013-ban a Mensch Nemzetközi Alapítvány díjazottja.